# 陸奥 (戦艦)
陸奥（むつ、MUTSU）は、大日本帝国海軍の戦艦。艦名は青森県から福島県にかけての旧国名・陸奥国に由来する。姉妹艦「長門」とともに帝国海軍の象徴として、長く日本国民から親しまれたものの、1943年（昭和18年）6月8日に主砲火薬庫から爆発を起こして沈没した。終戦後、艦体や武装の一部が浮揚された。

## 概要
軍艦 陸奥は長門型戦艦の2番艦。八八艦隊計画二番手である。ネームシップの「長門」と共に、日本の力の象徴として日本国民に長く愛された。
横須賀海軍工廠で建造。
また竣工当時は世界に7隻しか存在しなかった40cm砲（16インチ砲）を搭載した超弩級戦艦であり、『世界七大戦艦』と呼ばれた。
長門型戦艦2隻（陸奥、長門）は交互に連合艦隊旗艦の任にあったため、知名度は高かった。
戦前の学校の教科書に描かれたり、男子がイメージする軍艦といえば、当時の連合艦隊旗艦である長門、陸奥であった。『陸奥と長門は日本の誇り』といういろはがるたも作られ
海軍兵学校でも「陸奥、長門の四〇センチ砲が太平洋を睨んでいればアメリカは攻めてこない」と語り継がれた程である。陸奥湾に入泊した際には多くの青森県民が見学に訪れた。陸奥艦内神社は岩木山神社の御分神を祀っていたため、乗組員も岩木山神社に参拝した。
第二次世界大戦の太平洋戦争では、既存の戦艦や大和型戦艦等と共に温存された。陸奥はミッドウェー作戦や第二次ソロモン海戦等で出動したが、敵水上艦隊と交戦する事はなかった。1943年（昭和18年）6月8日、「陸奥」は原因不明の爆発事故を起こし柱島沖で沈没した。戦後に浮揚作業が行われ、1970年（昭和45年）には艦体の一部や菊の御紋章、主砲身や主砲塔などが回収され、日本各地で陸奥の装備が展示された。
大戦末期にアメリカ軍の攻撃で沈没し、終戦後に浮揚されて解体処分になった他の日本軍艦と異なり、艦体の一部が2025年現在も周防大島に残っている。

## 艦型
1921年（大正10年）10月19日の全力公試では排水量33,750トン、87,479馬力で26.728ノットという、後の大和型戦艦に迫る速力を発揮した。長門とは後橋や艦橋指揮場の形状が異なり、艦首フェアリーダーの位置がやや先端に向かっている。艦首は連繋式1号機雷の連繋索を乗り切るための形状となっている。菊花紋章は長門よりもやや高い位置にあった。これは、最終時まで変わらない区別点となった。
新造時には長門が舷側に備える魚雷防御網ブームも新造時の陸奥は装備しておらず、主砲塔の測距儀も、長門の従来型「波式6メートル」から新式の「武式8メートル」という2メートルほど大型化したものに変更されているが、高速時の艦体震動のため、四番砲塔の測距儀は信頼性が低かった。また、長門と同じく、艦橋に吹き込む煙突の排煙・排熱処理が問題となり、長門のものよりも太いファンネルキャップが取り付けられたがあまり効果はなく、1924年（大正13年）3月に屈曲煙突に改装された。この屈曲煙突は長門型戦艦の特徴として知られており、艦橋の10m測距儀の測距精度が向上し、煙突改造の結果は良好だったという。

### 改装
1926年（大正15年）、長門と共に第一次改装が決定されている。長門の艦首は波切りが悪く、飛沫により砲塔光学装置が曇ってしまうなど問題があり、また艦首被弾時に大浸水を招く恐れがあるため、長門に先んじて陸奥の艦首部分の形状変更が行われた。このため、陸奥の艦首は横から見ると鋭角となったが予定通りの効果が出なかったため、長門は艦首形状を変更していない。この艦首構造の違いは、長門と陸奥の識別点となった。
第二、第三主砲塔の測距儀は10メートル型に換装し、高角砲も従来型の8センチ砲から八九式12.7センチ四〇口径連装4基、ヴィッカース式40ミリ連装機銃2基に変更した。機関は屈曲式の煙突へと変更されている。このほか艦橋前部にも予備指揮場を設けた。羅針艦橋の拡張など、細かな改良は暫時行われた。
陸奥には1934年（昭和9年）9月5日から1936年（昭和11年）9月30日まで大改装が施された。改造の主目的は、砲戦能力向上と防御力改善であった。バルジの装着、艦首部分延長水平防御改善、主砲、高角砲の仰角上げ、注排水区画を増やしている。主砲と砲塔は、加賀型戦艦2隻（加賀、土佐）向けに10基製造され、8基保管されていたものを改良して装備した。
艦橋部にも変更が加えられ、前檣楼と呼ばれる前部艦橋は、最上部に九四式方位盤照準装置を配置、その下が主砲射撃所となり、以降下に向かって戦闘艦橋、副砲指揮所、副測的所、上部見張所、主砲前部予備指揮所、羅針艦橋、副砲予備指揮所、司令塔艦橋下部艦橋と続くようになった。陸奥の副砲予備指揮所はガラスがない開放式で、長門のガラス付きと異なっている。
蒸気缶は艦本式21基から8本に減少したことで煙突は1本となった。燃料搭載量は増加、航続力も16ノットで8,650海里に増えたが、速力は25ノットに低下した。長門型戦艦の大改造と外観の変更は、アメリカ海軍も把握していた。
1935年（昭和10年）の改装で取り外された41センチ連装砲の4番砲塔は教材として江田島にある海軍兵学校に持ち込まれており、同地が海上自衛隊の第1術科学校・幹部候補生学校となってからも、主砲弾と共に展示されている。

## 艦歴

### 軍縮条約下での扱い
陸奥は姉妹艦長門より1年遅れた1917年（大正6年）に八四艦隊案の一艦として加賀型戦艦、天城型巡洋戦艦と共に予算が承認された。時間的余裕があったため、41cm連装砲塔5基あるいは41cm連装砲塔2基・41cm三連装砲塔2基による合計10門の「陸奥変体」も検討されたが、各種利害を検討した結果、1番艦（長門）の同型艦として建造されることになった。
同年8月20日、戦艦1隻（横須賀海軍工廠で建造予定）、軽巡洋艦2隻にそれぞれ艦名が与えられた。8月23日、軍艦3隻（陸奥、球磨、多摩）と駆逐艦複数隻は艦艇類別等級表に登録された。陸奥は1918年（大正7年）6月1日に、横須賀海軍工廠で起工された。1920年（大正9年）5月31日午後3時8分に進水した。横須賀港で行われた 進水式には貞明皇后、皇太子裕仁親王(昭和天皇)、秩父宮雍仁親王、加藤友三郎海軍大臣以下、多数の皇族や政財界・陸海軍の主要人物も立ち会った。
建造途中の1921年（大正10年）、ワシントン海軍軍縮条約における「未完成艦は廃艦とする」との条件に含まれたことでイギリス、アメリカは陸奥の廃棄を主張したが、日本側は完成艦であるとして存続を主張する。陸奥の完成は書類上10月24日とされているが、実際には工事を急ぐため装甲板の一部は不良とされたものを使用しており、測距儀なども備品装備が間に合わず、公式試験を省略し、半完成のまま海軍に引き渡されている。11月22日、引渡し式が行われ軍艦籍に入った。佐世保鎮守府に入籍。ただし、12月5日に横須賀で艤装中の陸奥に第三分隊長として着任した大西新蔵（海軍大尉）は、外観は完備しているが多くの整備作業が必要であった。米紙には完成度85%と書かれているそうだ、と述べている。日本海軍は陸奥が完成していることを示すため外務省を通じてイギリス、アメリカの新聞記者らに横須賀に係留していた陸奥を見学させた。
最終的に陸奥の保有は認められたが、アメリカはコロラド級3隻（3番艦ワシントンは廃棄）の建造変更と建造続行を、イギリスは後のネルソン級となる戦艦2隻の新造を認められた。一連の経緯を経て竣工した16インチ砲搭載戦艦の7隻（長門、陸奥、コロラド (BB-45)、メリーランド (BB-46)、ウェストバージニア (BB-48)、ネルソン、ロドニー）はビッグ7（世界の七大戦艦）と紹介された。

### 竣工後
1924年（大正13年）9月6日、大正天皇皇太子（摂政当時の昭和天皇）は巡洋戦艦「金剛」（連合艦隊司令長官鈴木貫太郎大将、金剛艦長岸井孝一大佐）に乗艦し、廃棄艦「安芸」（薩摩型戦艦）に対する長門型2隻（長門、陸奥）の艦砲射撃を親閲した。41cm砲の実弾射撃により、安芸は沈没した。安芸を曳航していたのは、戦艦扶桑であった。
1925年（大正14年）4月27日午前9時30分、貞明皇后は沼津御用邸へ赴くため神奈川県の江ノ浦村から水雷艇で陸奥に乗艦した。陸奥は皇后を静岡県沼津港まで送り届けた。
1927年（昭和2年）10月20日から10月25日にかけて行われた海軍特別大演習、同年10月30日に行われた海軍特別大演習観艦式において、昭和天皇の御召艦となる。
1937年（昭和12年）8月、第二次上海事変に伴い「陸奥」や「長門」、第三戦隊は陸兵輸送に従事。「陸奥」の担当は三津ヶ濱からの第十一師団の一部約2000名の輸送であり、8月22日に「陸奥」と「長門」は余山の90度50浬付近に進出し、両艦および第三戦隊は陸兵を第八戦隊および第一水雷戦隊に移したのち佐世保に帰投した。
1940年（昭和15年）初頭、イギリス海軍艦艇はしばしば日本近海に出没した。1月21日には軽巡洋艦リヴァプールによる客船浅間丸の臨検・ドイツ人乗客逮捕連行事件（浅間丸事件）が発生している。これらのイギリス艦艇の動きがしつこい場合、軍令部の下令により横須賀に停泊していた陸奥が出動し、追い払うこともあったという。同年、土佐沖で戦艦長門等と夜間演習に参加中、駆逐艦が発射した訓練魚雷のうち、本来ならば艦底を通過するはずの1本が陸奥左舷に命中、110トンの浸水被害を受けた。

### 太平洋戦争

#### 待機と前線
太平洋戦争序盤は広島湾周辺で他の戦艦ともども温存された。1941年（昭和16年）10月8日、連合艦隊旗艦は陸奥から長門に変更された。12月8日の真珠湾攻撃の際、山本五十六連合艦隊司令長官は戦艦部隊（長門、陸奥、日向、伊勢、扶桑、山城）、第三航空戦隊（鳳翔、瑞鳳、三日月、夕風）、第一水雷戦隊各駆逐隊等を率いて出撃、小笠原諸島近海まで進出した。航海中の12月11日、陸奥は舵故障を起こして旋回しつつ艦隊から落伍、約15分後に復旧したが宇垣纏連合艦隊参謀長は『敵潜あらば絶對の襲撃機會なり』と懸念している。
本格的な作戦参加は1942年（昭和17年）6月上旬のミッドウェー作戦であった。だが第一戦隊（大和、長門、陸奥）を含め連合艦隊司令長官山本五十六大将直率の主力部隊は南雲機動部隊後方を航海していたため、戦局への寄与はなかった。機動部隊壊滅後に主隊は反転、陸奥には第4駆逐隊から空母赤城の生存者が移乗した。6月14日、主力部隊は呉に帰投した。
同年8月7日、アメリカ軍がガダルカナル島とフロリダ諸島に上陸してガダルカナル島の戦いがはじまる。8月9日、陸奥は近藤信竹中将指揮下の前進部隊に編入される。乗組員達は久しぶりの出撃に喜び、前祝いをしたという。
8月11日、前進部隊は日本本土より出撃する。出撃時の前進部隊本隊は、陸奥、第四戦隊（愛宕、高雄、摩耶）、第五戦隊（妙高、羽黒）、水上機母艦千歳、第二水雷戦隊、第四水雷戦隊であった。8月17日、前進部隊はトラック泊地に進出した。
8月21日、前進部隊の一員として、五月雨等と共にトラック泊地を出港する。
同月24日-25日の第二次ソロモン海戦に参加したが、対空戦闘のみでアメリカ艦隊と水上戦闘を行う機会はなかった。高雄型重巡洋艦（第四戦隊）、妙高型重巡洋艦（第五戦隊）、最上型重巡洋艦（第七戦隊）、利根型重巡洋艦（第八戦隊）、金剛型戦艦等から編成される高速艦艇がアメリカ軍機動部隊を追撃するにあたって、最大速25-6ノットの陸奥は第2駆逐隊の白露型3隻（村雨、五月雨、春雨）とともに前進部隊から分離され、後方に残置されてしまった。『戦史叢書49、南東方面海軍作戦＜1＞』では「空母を中心に機動する作戦においては、低速戦艦は既に作戦上の要求に適合しなくなっていた。」と記述している。
25日深夜、陸奥、第2駆逐隊、補給部隊は前進部隊に合流した。27日、艦隊に接触するアメリカ軍飛行艇に対し陸奥は主砲を発射、アメリカ軍機は爆弾を投棄して退避した。この時期、支援部隊（機動部隊、前進部隊）は燃料が不足気味となり、戦艦部隊は順次トラック泊地に帰投することになった。31日、陸奥と護衛の駆逐艦は前進部隊から分離、トラック泊地へむかった。
9月2日、トラック帰還。5日、前進部隊と機動部隊もトラック泊地に帰着した。宇垣纏連合艦隊参謀長は陣中日記戦藻録に『二艦隊は三戦隊の代りに同艦の同行を要望せるも果して其結果や如何に』と記したが、前進部隊の機動作戦に随行できないことから陸奥は同部隊からのぞかれる。連合艦隊主隊（大和、陸奥、第九戦隊（重雷装艦）2隻、第7駆逐隊）に所属。
その後、陸奥はトラック泊地で待機する。
10月中旬の南太平洋海戦、11月の第三次ソロモン海戦のいずれにも参加せず、戦艦大和等とともに後方で待機した。このため「燃料タンク」や「艦隊旅館」と呼ばれることもあった。第三次ソロモン海戦では、事前に大和と陸奥から出動艦艇に食糧を補充した。また近藤中将指揮する第二艦隊旗艦・重巡愛宕の航海長が人事異動により退艦してしまったので（後任の愛宕航海長は山香哲雄中佐）、陸奥航海長が臨時の愛宕航海長を務めることになった。愛宕は11月14日-15日の夜戦で、アメリカ軍の新型戦艦2隻（サウスダコタ、ワシントン）と交戦した。一連の戦闘により金剛型戦艦2隻、重巡衣笠、駆逐艦3隻（暁、夕立、綾波）が沈没、輸送船団も壊滅した。第十一戦隊司令官阿部弘毅少将は比叡から駆逐艦雪風（第16駆逐隊）に移乗し、同月18日トラック泊地にて雪風から陸奥に移動、第十一戦隊の解隊手続きにはいった。

#### 爆沈
1943年（昭和18年）1月7日、陸奥は空母瑞鶴、重巡鈴谷、駆逐艦複数隻（有明、夕暮、朝潮、〔磯波はサイパン付近まで〕、〔電と天霧は途中合流〕）と共にトラックを出発する。 陸奥には内地へ戻る黛治夫大佐も便乗していた。 瑞鶴隊は呉へ向かい、陸奥隊（陸奥、朝潮、電）は12日になって横須賀に到着した。その後、陸奥は内地待機が続いた。 2月15日、陸奥は駆逐艦3隻（山雲、旗風、野風）に護衛されて横須賀を出発、瀬戸内海の広島湾沖にある桂島泊地へ移動した。
5月12日、アメリカ軍がアッツ島に上陸を開始（アッツ島の戦い）。第二戦隊は出撃準備をしたが出撃することはなかった。5月29日、山崎保代陸軍大佐以下アッツ島の日本軍守備隊は玉砕した。
6月8日、早朝から降っていた霧雨がやみ、無風で霧が泊地を覆っていたという。周囲には姉妹艦の長門、戦艦扶桑、重巡洋艦最上、軽巡洋艦大淀、第十一水雷戦隊（龍田、島風、若月、玉波）等が停泊していた。 この日の午前11時30分頃、甲種予科練練習生152名（153名とも）が艦隊実習のため陸奥に乗艦した。つづいて柱島泊地に向かう長門に旗艦ブイを譲るため、午後1時から繋留替えをする予定になっていた。陸奥艦長・三好輝彦大佐（同年3月10日に着任、海兵43期）は、前日に着任したばかりの扶桑艦長鶴岡信道大佐（三好とは兵学校同期生）を訪ねて扶桑で歓談し、正午前には陸奥に戻った。 陸奥では昼食が終わり「煙草盆出せ」の命令があって休憩時間だった。航海科員は、錨地変更作業の準備をしていた。12時15分ごろ、陸奥は三番砲塔－四番砲塔付近から突然、煙を噴きあげて爆発を起こし、船体は四番砲塔後部甲板部から2つに折れた。艦前部は右舷に傾斜すると転覆し、爆発後まもなく沈没した。この時、360トンもの重量がある三番砲塔が艦橋とほぼ同じ高さまで吹き飛んだという目撃証言もある。陸奥艦橋で爆発を目撃した兵によれば、煙が出たあと飛行甲板が後部からめくれて火焔が高く昇ったという。
爆発を目撃した扶桑は、「ムツ バクチンス」の緊急信を打電し、ただちに救助艇を派遣した。航行中の長門は、爆発音を「砲熕試射」だと思っていた。そこに扶桑より陸奥爆沈の連絡を受け、これを米潜水艦の雷撃によるものと判断した。増速して現場を離れると、救助艇を発進させた。長門艦長久宗米次郎大佐は呉に戻ろうとしたが、第一艦隊司令長官清水光美中将は桂島回航を命じ、長門は救助作業を続けた。同じく呉鎮守府も潜水艦の襲撃と判断し、対潜水艦配備を行う。 最上では霧のため事故を直接目撃することはなかったが、敵潜侵入の速報をうけて爆雷戦の準備を行う。この時、爆雷2個をヒューマンエラーにより投下した。陸奥爆沈の報告をうけた昭和天皇は高松宮宣仁親王（軍令部、海軍大佐）に「（潜水艦対策を）やっているだろうね」としきりに聞いている。
陸奥艦前部が沈没したあとも、後部は艦尾部分を上にして浮いており、周囲の各艦は短艇を派遣して救助作業を行った。艦尾部分は午後5時ごろまで浮いていたが、約4時間後（日没後）に沈没した。乗員1,474人（定員1,343名、予科練甲飛第十一期練習生と教官134名が艦務実習で午前11時から乗艦）のうち助かったのは353人で、死者のほとんどは溺死でなく爆死だった。三好（陸奥艦長）の遺体は艦長室で発見された。大野小郎大佐（陸奥副長）は戦艦霧島沈没時の副長だったが、今度は陸奥と共に殉職した。他に機関長、砲術長、主計長、軍医長、運用長（福地周夫と交替したばかりの末武政治中佐）など、艦主要幹部も軒並み殉職している。沖原秀也中佐（陸奥航海長）は南太平洋海戦で大破した重巡筑摩航海長からの転任で、陸奥爆発時は右舷門のところで甲板士官と会話をしており、爆風で海中に吹き飛ばされた。生還したものの、陸奥爆沈時の負傷が元でのちに病死した。
陸奥の生存者約350名の大部分は下士官兵で、昼食後に甲板で食器を洗っていた新兵が多かったという。天候不良のため大部分の者が艦内におり、舷窓からの脱出も難しかった。陸奥生存者は長門に収容されたのち、乗艦したままトラック泊地に進出した。多くは南洋諸島に送られて戦死したという。また特技章を持っていた者は、そのまま長門に配属された。陸奥衛兵司令だった中村乾一大尉は呉鎮守府での打ち合わせのため陸奥を離れていて無事であり、のちに長門高射指揮官としてレイテ沖海戦等を戦った。爆発時に陸奥上甲板にいて生還した上別府宣紀中尉は、特四式内火艇要員を経て人間魚雷回天搭乗員となる。回天特別攻撃隊（第一回出撃、菊水隊）として出撃後、伊号第三十七潜水艦沈没時に戦死した。
陸奥と共に戦死した予科練練習生達の葬式も、所属していた土浦海軍航空隊で行われることはなかった。同航空隊においても、陸奥から生還した者や、扶桑に乗艦して助かった者に対して厳重な箝口令がしかれている。陸奥爆沈時の第一艦隊司令長官であった清水光美中将は責任をとらされる形で予備役に編入された。沈没地点には赤浮標が設置されており、1944年にこれを見た宇垣纏第一戦隊司令官が陸奥爆沈を回想している。
陸奥の南南西約1,000m（扶桑艦長の回想では2,000m）に停泊していた扶桑は「陸奥爆沈ス。一二一五」と発信、以後陸奥に関する一切の発信は禁止され、付近の航行は禁止された。死亡した乗員の家族には給料の送金を続けるなど、陸奥爆沈は一般には秘匿された。三好(陸奥艦長)の妻が不審に思って海軍省を訪ねたところ、中澤佑大佐（海軍兵学校43期、三好とは海兵同期生）でさえ真実を打ち明けられず、止むを得ず夫人に帰ってもらったという。国民は戦後になるまでこの事件を知らされなかった。 1943年（昭和18年）4月18日は山本五十六連合艦隊司令長官が戦死（海軍甲事件、6月5日に日比谷公園で国葬）、アッツ島玉砕など暗いニュースが連続しており、国民に親しまれた陸奥が戦わずして爆沈というニュースを内外に報道することができなかった、という事情もある。 もっとも連合艦隊各艦にはニュースが通達されており、陸奥爆沈直前に病気療養のため退艦・転勤した福地周夫は、着任先の海軍兵学校教官達から「君は幽霊ではないか」と驚かれたという。さらに休暇上陸後に国民から「陸奥が爆沈した」と教えられたと証言する戦艦武蔵の乗組員もいる。呉でも陸奥爆沈の情報は確証を持って語られていたという。舞鶴海軍工廠では陸奥爆沈に「弱り目に祟り目だ」との声が流れた。 終戦後の1945年（昭和20年）12月9日、GHQはNHKラジオ第1放送・第2放送を通じて『眞相はかうだ』の放送を開始、この中で陸奥沈没を『航空母艦信濃、雲龍、瑞鶴、千代田、及び戦艦奥陸（陸奥）は何時、何處で撃沈されましたかお知らせ下さい』という題で放送した。

#### 爆発の原因
日本海軍は、陸奥の他にも戦艦三笠、巡洋戦艦筑波（大正6年1月14日、横須賀軍港）、戦艦河内（大正7年7月12日）、海防艦松島等を火薬庫の爆発によって喪失している。他にも戦艦日向や榛名も主砲爆発事故を起こしている。装甲巡洋艦日進で起きた火薬庫爆発事故は、不満を持っていた乗組員の放火によるものだった。陸奥爆沈の場合も爆発事故直後に査問委員会（委員長塩沢幸一海軍大将）が編成され、事故原因の調査が行われた。
三式弾の自然発火は、原因調査前に最も疑われた事故原因のひとつだった。だが、扶桑艦長鶴岡信道大佐以下、陸奥爆沈目撃者は爆発直後に発生した爆発煙を、ニトログリセリンと綿火薬が主成分の主砲弾用九三式一号装薬によるものだったと述べ、原因調査の際に行われた目撃者に対する火薬煙の比較確認実験でも、同様の証言が残されている。査問委員会が実施したこの実験は、約300万円を計上して呉工廠亀ヶ首砲熕実験場内に陸奥の第三砲塔弾薬庫と全く同じ構造の模型を建造し、陸奥生存者立ち会いのもとで各種の実験を行うという本格的なものだった。この実験でも、三式弾の劣化等による自然発火は発生しないことが確認された。
以上のような検討の結果、火薬の自然発火とは考えにくくなった。直前に陸奥で窃盗事件が頻発しており、その容疑者に対する査問が行われる寸前であったことから、人為的な爆発である可能性が高いとされる。調査におもむいた軍令部の杉浦矩郎大佐（海兵47期、軍令部第二部第三課長）によれば「四塔弾庫ノ下士官ガ最近衛兵伍長勤ム中、時計ヲ盗ツタノデ、丁度八日衛兵司令(中村乾一大尉)ト弾庫長、兵曹長等ガ呉軍法会議ニ赴イタノデ、本人ハ之ヲ知ッテヰタト思ヘル。日本海軍ノ仝種ノ事件ハ人為的ノカヽル理由多シ」であった。1970年（昭和45年）9月13日発行の朝日新聞は四番砲塔内より犯人と推定される遺骨が発見されたと報じ、この説は一般にも知られるようになった。この時、窃盗の容疑を掛けられていた人物と同じ姓名が刻まれた印鑑が同時に発見されている。だが、火薬発火説・人為爆発説とも確実な証拠を得られず、真相は明確になっていない。陸奥爆沈の速報を聞いた高松宮宣仁親王（海軍大佐）は以下の所見をのべている。
上記の人為的爆発の背景としては、乗員のいじめによる自殺や一下士官による放火などが挙げられている。また、謎めいた陸奥の最期はフィクションの題材にもなった。たとえば作家の梶山季之によれば週刊文春1959年（昭和34年）6月1日号で「陸奥爆沈は共産主義者（コミンテルン）の工作」という説を唱え、日本共産党から抗議された。
異説として、大高勇治（第七駆逐隊司令部付通信兵）による爆雷誤爆説がある。陸奥爆沈の約1年半前の1941年（昭和16年）12月30日、対潜水艦哨戒出撃準備中の駆逐艦潮は起爆点を水深25メートルにセットしたままの爆雷1個を陸奥爆沈地点に落としたとされる。その際は爆発せず、引き上げられもせず放置された。落とした事実は上級士官に報告されなかった。この付近は水深25メートル前後であり、陸奥移動時のスクリューの回転により何らかの波動が発生して爆雷が爆発したのが陸奥沈没の原因であると結論づけている。大高は人為説に対して、戦艦の弾薬庫管理は厳重であること、鍵は当直将校が首にかけていること、弾薬庫には不寝番衛兵がいることなどを指摘し、仮に陸奥艦長が敵国のスパイであったとしても、火薬庫に侵入・放火することは不可能だとして否定的である。
長門副砲手として陸奥爆沈を目撃した田代軍寿郎（海軍一等兵曹）も、弾火薬庫常備鍵を持った陸奥副直将校が鍵箱ごと遺体で回収されたこと、予備鍵は艦長室にあることを理由に挙げ、弾薬庫不審者侵入説を強く否定している。一方で、空母3隻（千歳、瑞鳳、瑞鶴）の艦長を勤めた野元為輝（元海軍少将）は「（鍵の管理は厳格にしているとかは）嘘っぱちで、そんなのすぐ鍵やってる（←簡単にひとに渡している）」「弾庫員（倉庫番）なんていうのは出身のルートが悪いんだね。（略）だからドングリがおると、私は体験上思う」と海軍反省会で述べている。また、警備が厳重な弾火薬庫扉を経由せず、昼間は無施錠となっていた砲塔から換装室を経由し火薬庫へ侵入するルートがある事を指摘する声もある。

## 海底の船体の状態
1952年（昭和27年）4月の海底の再調査では、東緯132.24度、北緯33.58度の海底に陸奥の前半部分（三番主砲より前）は右舷を下に横倒しで沈没しているとされた。一、二番主砲塔は船体に留まっており、艦橋や煙突、後部艦橋も脱落していない。吹き飛んだ三番主砲は船体から離れた場所に横倒しになっており、大半が泥に埋まっていた。切断された尾部は船体から50メートル離れた場所で上下逆の裏返しに近い状態で沈んでいた。

## 船体の引き上げ
陸奥の沈没場所は浅い瀬戸内海であるが、潮流が速く視界も悪いため潜水するのは危険な場所である。爆沈直後から、海軍は陸奥の潜水調査を実施した。調査には西村式潜水艇（豆潜水艦）も投入されている。海軍は「可能であれば引き揚げて3ヶ月の工期で再戦力化したい」という希望を持っていたが、調査の結果、船体の破損が著しく再生は不可能と判断され浮揚計画は放棄された。1944年（昭和19年）7月、陸奥燃料庫から重油の回収作業が行われ約600トンを回収した（竹作業）。終戦後の浮揚作業は、占領下の監視のために行われなかったが、1948年（昭和23年）に西日本海事工業株式会社が艦の搭載物資のサルベージを開始する。この際、許可範囲を超えた引き揚げが行われる「はぎとり事件」が起こり作業は中断した。昭和28年8月16日、艦首の「菊の紋章」が引き上げられた。ケヤキ製で表面に金箔が張られていたが、劣化が進行していた。「菊の紋章」は文化財と判断され、文化財保護委員会を通して資料番号が割り振られた。
1970年（昭和45年）、大蔵省は深田サルベージ株式会社（現：深田サルベージ建設株式会社）が申請していた艦体の払い下げを2450万円（評価額から引き揚げ費用相当額を差し引いた額）で認め、同社主導によるサルベージが再開された。同年7月22日、1500トンクレーンによって艦尾部分（1400トン）の一括引き揚げを試みたが、85 mm ワイヤ8本が切断するなどして失敗した。この失敗を踏まえて、艦尾部分を前半部分と後半部分に海底で切断し、1971年（昭和46年）3月15日に100 mm ワイヤー（日本で初めて使用）2本と85 mm ワイヤー4本を使用して艦尾の後部部分（500トン：長さ10メートル）を引きあげた。引き上げた艦尾の後部部分は、切断面を下にして広場に据え置かれた。のちの調査では、広さ3平方メートルの艦長食器室から旧帝国海軍の錨のマークが描かれた皿やコーヒーポットなどが回収されている。同様に第四砲塔が引き揚げられ、内部から数点の遺骨が回収された。その他の部分は、海中で細かく分割され引き上げられた。減圧作業のため1回の潜水での作業時間は20分程度であった。陸奥の沈没から20余年が経過して船体は海藻の森ないし漁礁のようになっていて滑りやすく、透明度も1メートル程度しかなく作業は難航した。艦体の約75%が浮揚されたところで引き揚げ作業は終了した。艦橋部と艦首部等を除く艦の前部分などが海底に残っている。2007年（平成19年）4月7日、第六管区海上保安本部は測量船くるしまのマルチビーム探測機を用いて、海底に残る陸奥の船影を捉え一般公開した。

### 引き揚げ展示品と展示場所
引き上げられた陸奥の砲塔の装甲や船体は、鉄屑として再利用された（もともと引き上げのコストは鉄屑の売却益で差し引きする予定だった）。戦後の溶鉱炉は磨耗具合を調べるためにトレーサーとして耐火煉瓦へコバルト60が仕込まれているが、陸奥船体に使われていた鉄は戦前の製鉄方式でコバルト60の混入が無いことから、日本各地の研究所、原子力発電所、医療機関における放射能測定において環境放射能遮蔽材などに用いられており、「陸奥鉄」の名で重宝されていた。高炉炉体の診断を目的にコバルト60を炉体に埋め込むことは1980年までにほとんど行われなくなっている。そのため、1975年時点で製造された鉄中のガンマ線放射核種の量は陸奥鉄と大きく変わらず、これらの鉄を用いても高感度なガンマ線スぺクトロメータを作成可能なことが示されている。
陸奥記念館（山口県周防大島町）
主錨、錨鎖、スクリュー、14 cm 副砲2門（台座込で18トン）、艦首先端部（15トン程度）
靖國神社遊就館（東京都千代田区）
小錨、14 cm 副砲
ヴェルニー公園（神奈川県横須賀市）
41 cm 主砲身 元、船の科学館（東京都品川区）に展示されていたもの。2016年9月15日にヴェルニー公園に移設された。
聖博物館（長野県東筑摩郡麻績村）
41 cm 主砲身、ボイラー蒸気通送管、錨鎖、舷窓など
立命館大学国際平和ミュージアム（京都府京都市北区）
舷窓
高野山奥の院（和歌山県伊都郡高野町）
第四砲塔の基部、および推進機軸の先端部を慰霊碑の一部として使用
日植記念館（岡山県津山市）
41 cm 主砲（一部）、12.7 cm 連装高角砲、副錨
呉市海事歴史科学館（大和ミュージアム）（広島県呉市）
41 cm 主砲身、主錨、スクリュー、主舵1枚
入船山記念館（広島県呉市）
スクリュー、舷窓、錨鎖の一部
海上自衛隊第1術科学校・幹部候補生学校（旧海軍兵学校：広島県江田島市）
菊御紋章、主砲第四砲塔（引き上げた砲塔ではなくて、改装で撤去した旧砲塔）
大山祇神社（愛媛県今治市）
錨鎖の一部
大谷墓園（愛媛県今治市）
14 cm 副砲
福齊寺（長崎県長崎市）
主砲装甲一部および、引き揚げられた部材（慰霊の鉄兜となっている）

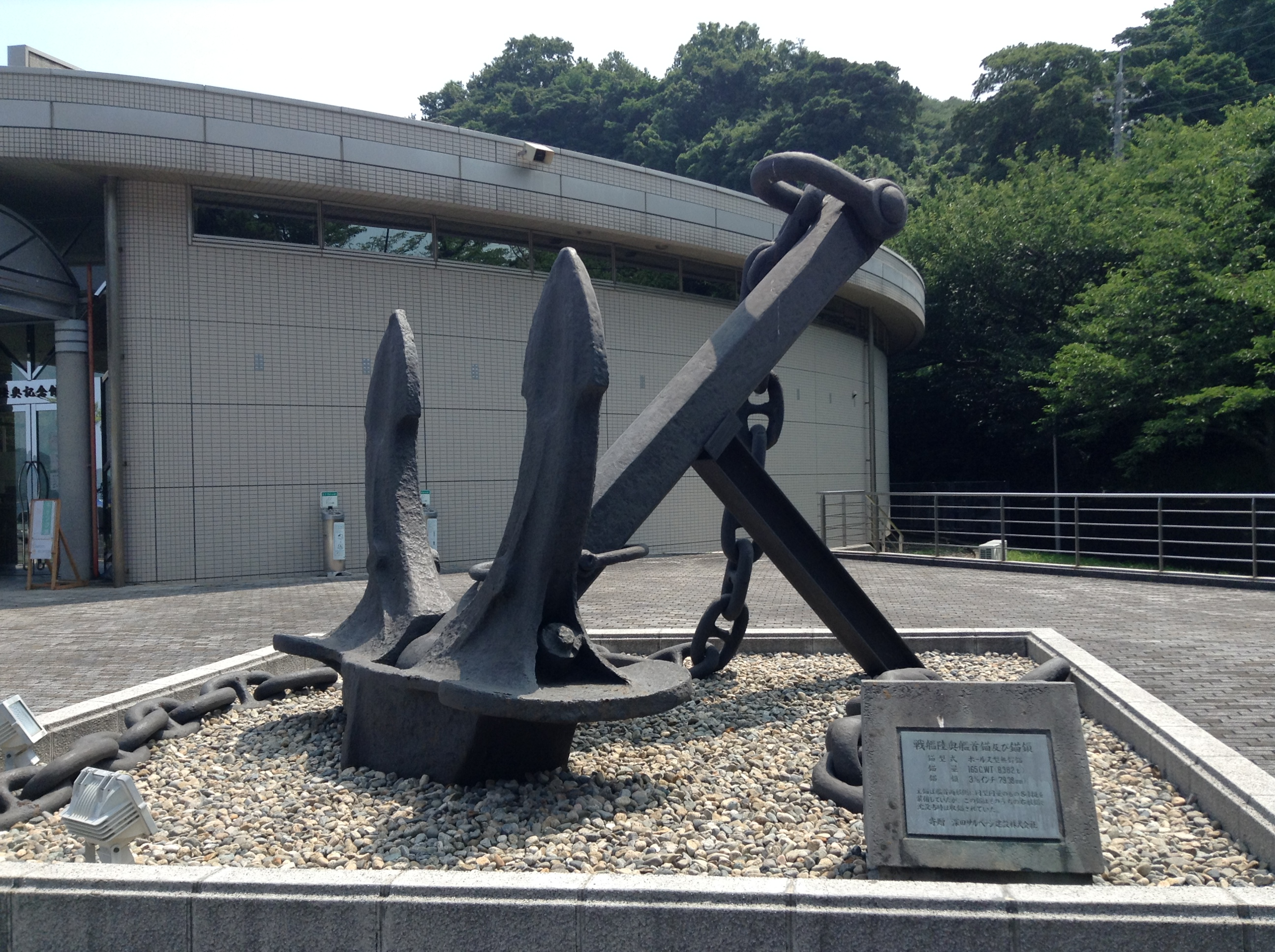
陸奥記念館の入り口に置かれる主錨
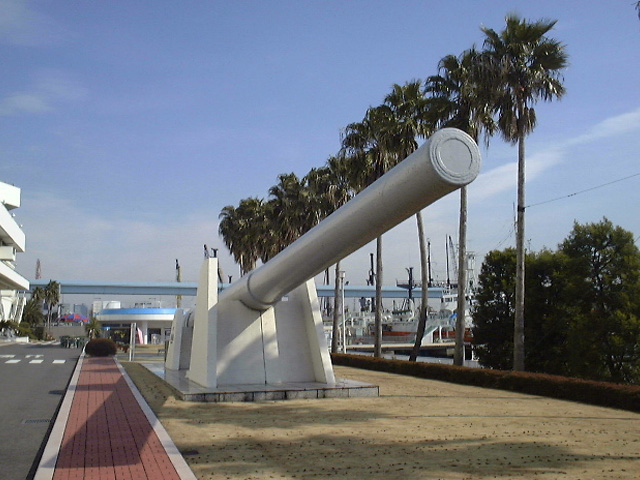
船の科学館に展示される主砲
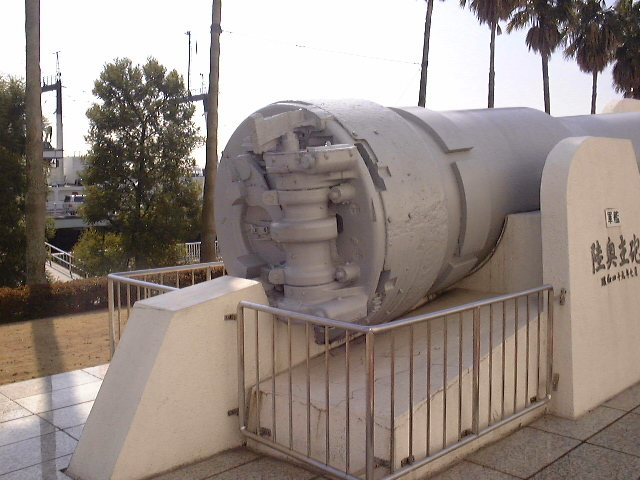
主砲尾栓部
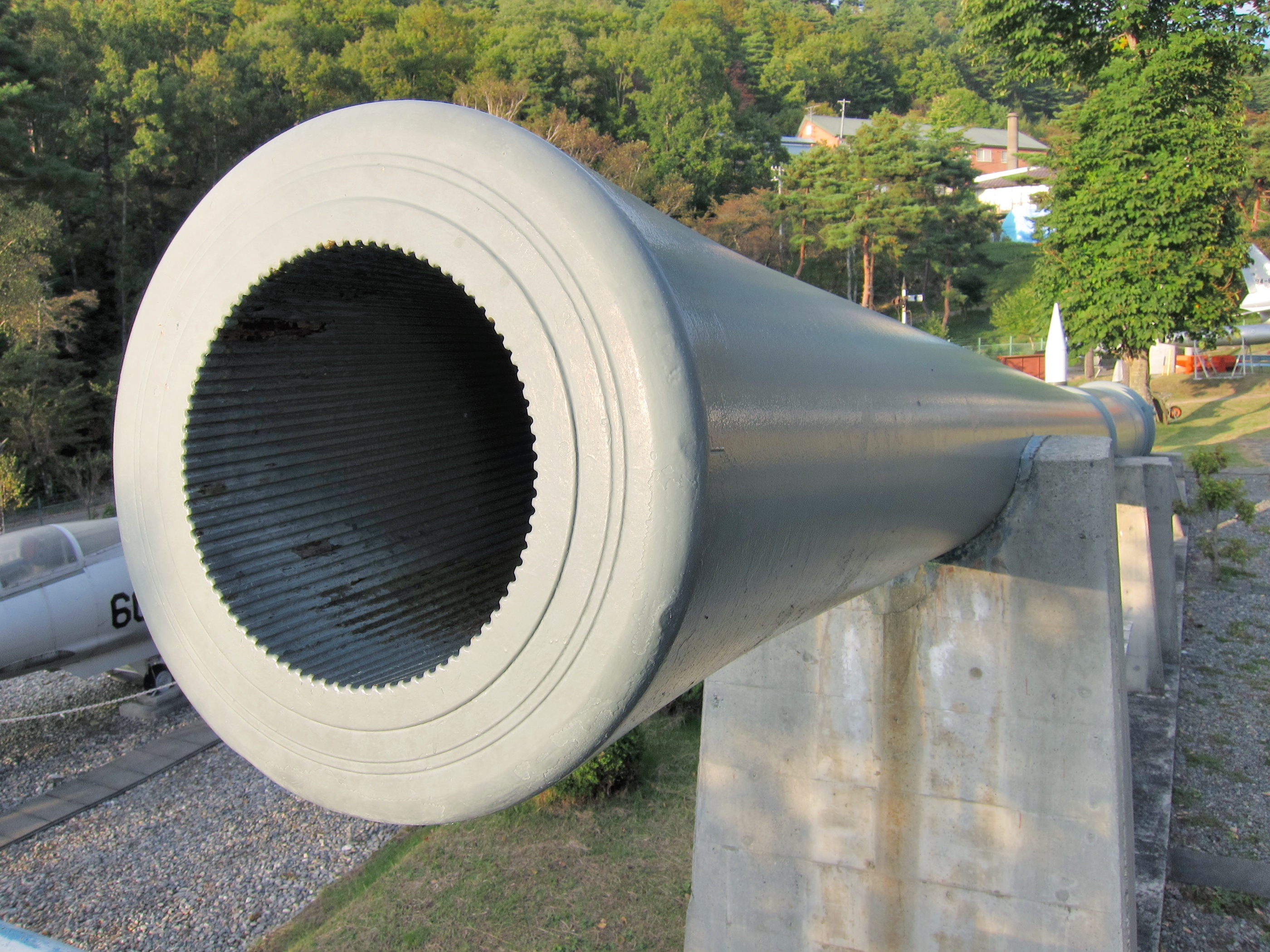
聖博物館の主砲
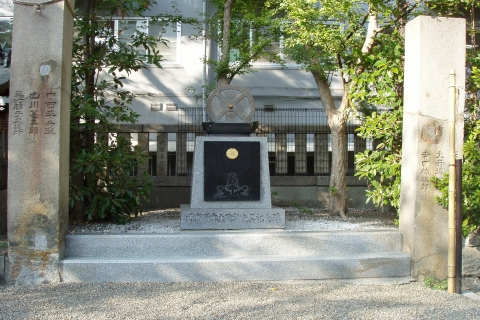
難波八阪神社内主砲抑気具記念碑
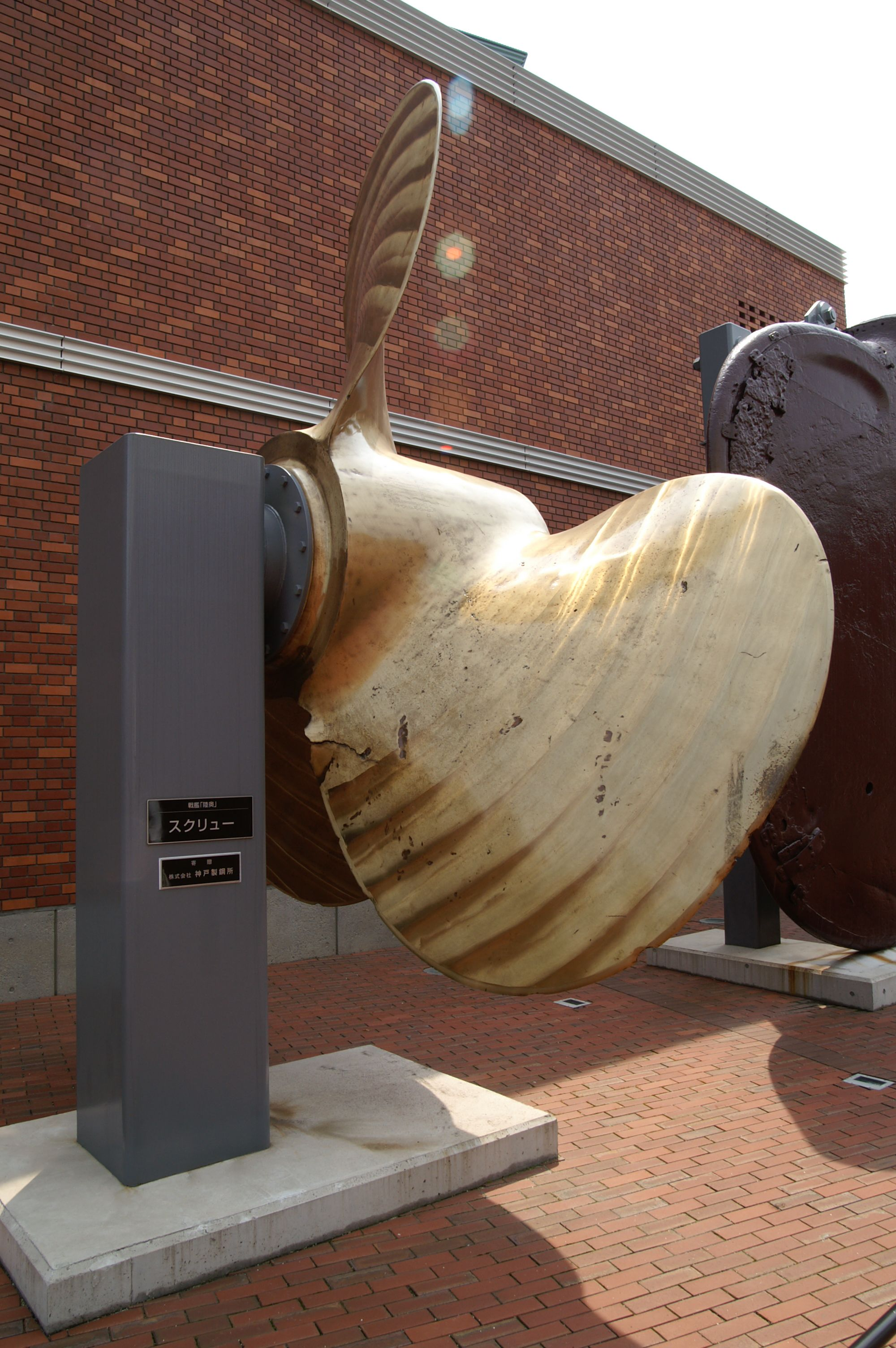
大和ミュージアムのスクリュー
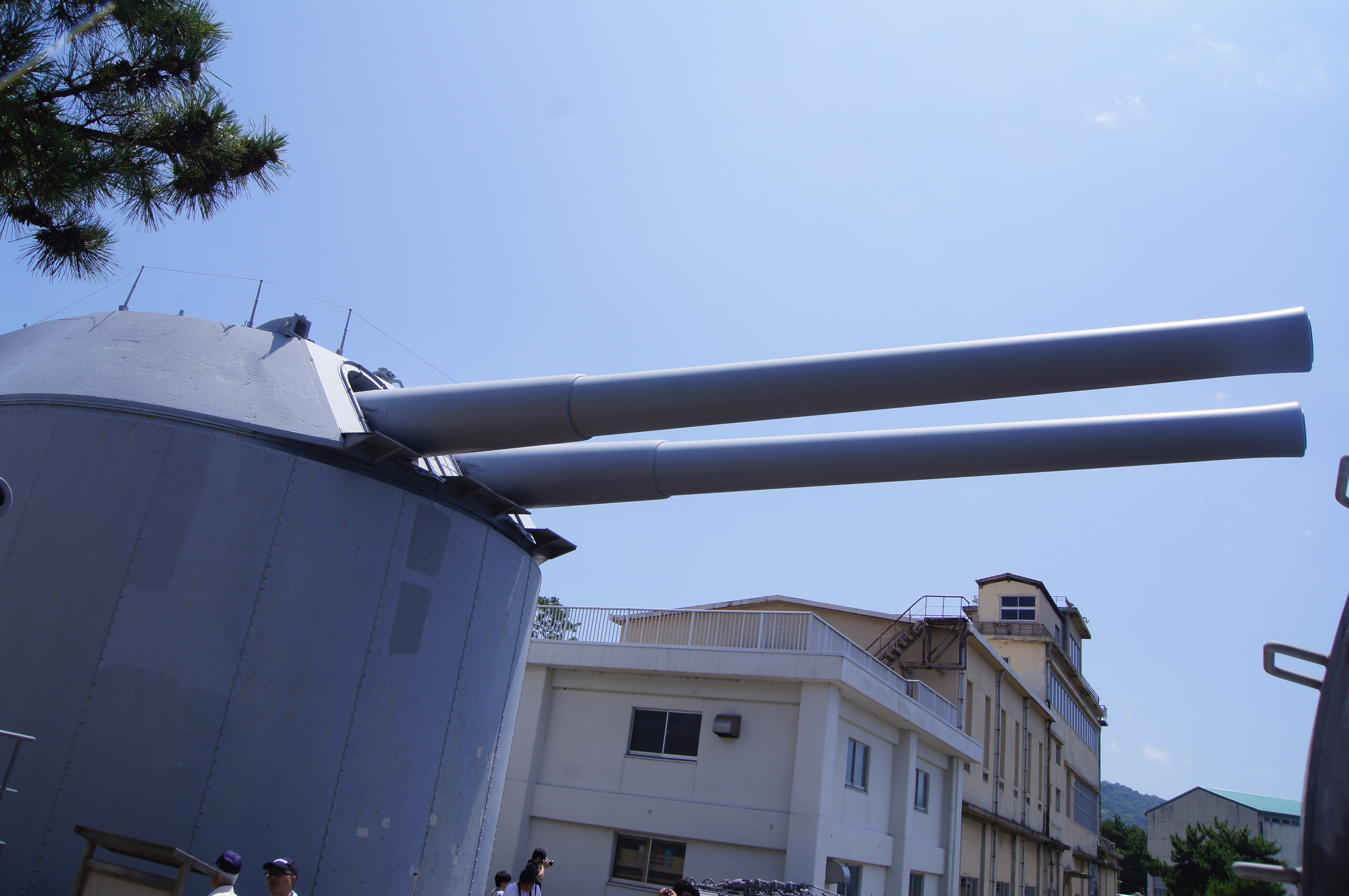
旧海軍兵学校に展示されている旧第四砲塔。
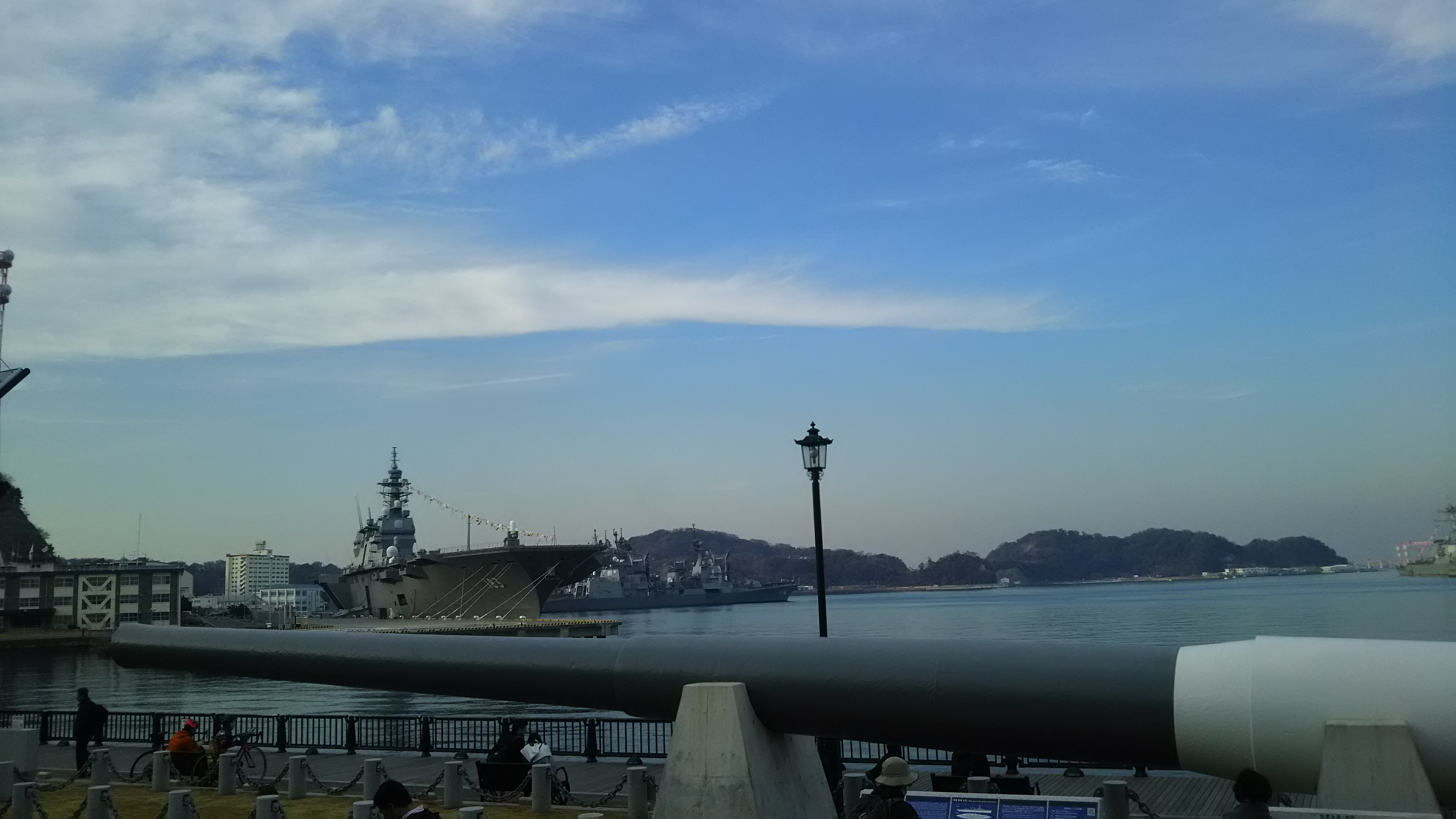
船の科学館からヴェルニー公園に移設された41cm主砲
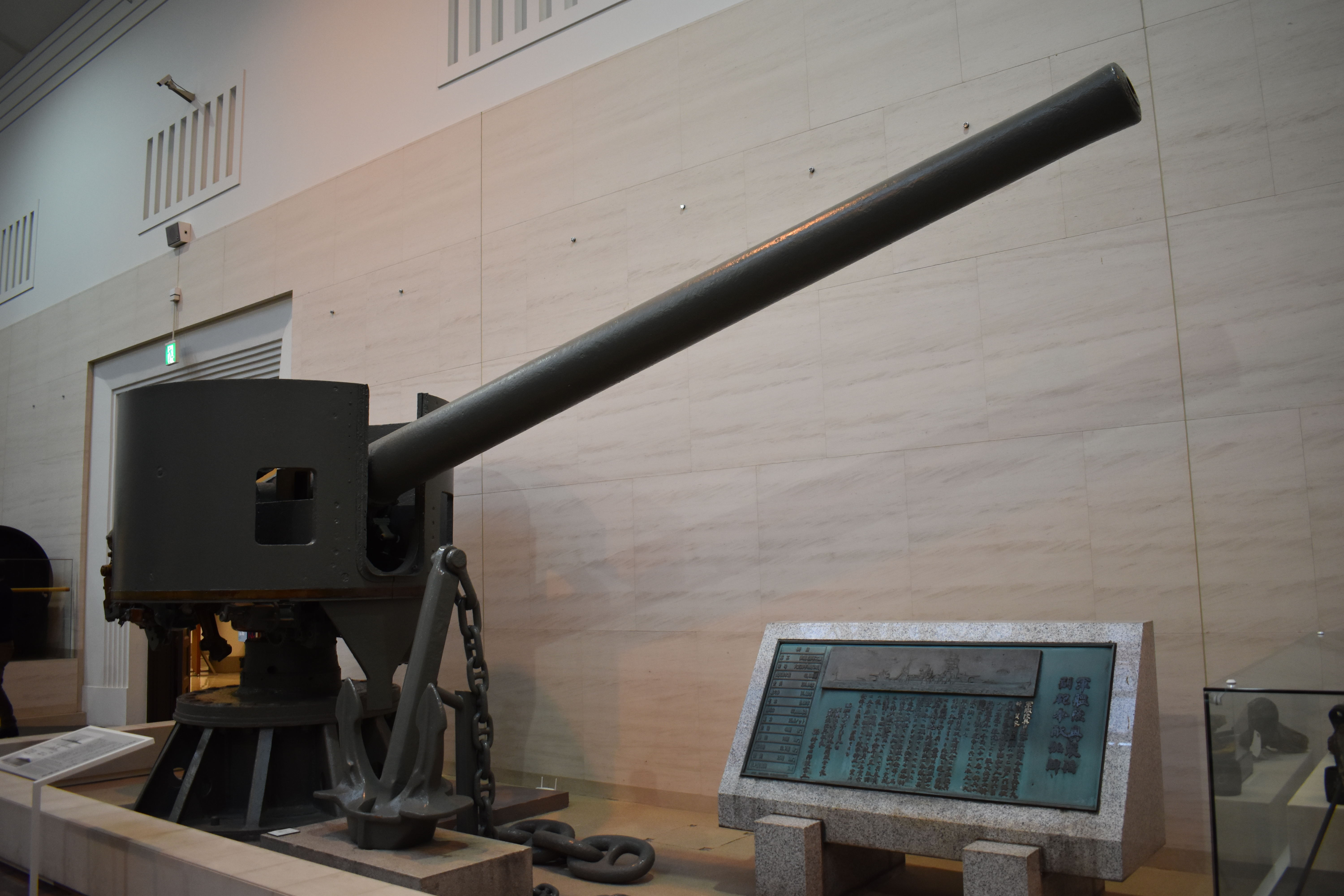
靖国神社遊就館収蔵 の小錨、14 cm 副砲

## 年表
- 1917年（大正6年）8月20日 - 命名[7]。8月23日附で戦艦に類別[52]。
- 1918年（大正7年）6月1日 - 八八艦隊計画の2号艦として、横須賀海軍工廠で起工
- 1920年（大正9年）5月31日 - 進水
- 1921年（大正10年）10月24日 - 竣工。佐世保鎮守府に入籍
- 1927年（昭和2年）1月 - 艦首形状変更工事
- 1927年（昭和2年）10月25-30日 - 海軍特別大演習（横浜沖）に昭和天皇御召艦として参加[210]。
- 1927年（昭和2年）10月30日 - 大演習観艦式（横浜沖）に御召艦で参加[211]。
- 1928年（昭和3年）12月4日 - 御大礼特別観艦式（横浜沖）に参加[212]。
- 1930年（昭和5年）10月26日 - 特別大演習観艦式（神戸沖）に参加[213]。
- 1933年（昭和8年）8月25日 - 大演習観艦式（横浜沖）に参加[214]。
- 1934年（昭和9年）6月 - 横須賀鎮守府へ移籍。
- 1934年（昭和9年）9月5日 - 二カ年計画の大改装工事開始
- 1936年（昭和11年）9月30日 - 大改装工事完了
- 1936年（昭和11年）10月29日 - 特別大演習観艦式（神戸沖）に参加。
- 1937年（昭和12年）8月 - 支那事変に小松島から出撃。
- 1940年（昭和15年）10月11日 - 紀元二千六百年特別観艦式に参加。
- 1941年（昭和16年）12月8日 - 真珠湾攻撃にともなう南雲機動部隊支援のため出撃、13日帰投。
- 1942年（昭和17年）5月29日 - ミッドウェー海戦に参加[215]。アメリカ軍と交戦することなく、6月14日に帰投[216]
- 1942年（昭和17年）8月11日 - 前進部隊に所属して内海西部発、17日トラック泊地着[217]。第二次ソロモン海戦に参加するも、アメリカ軍と交戦せず
- 1943年（昭和18年）1月12日 - 横須賀到着。2月15日、内海西部回航。
- 1943年（昭和18年）6月8日 - 柱島沖で爆沈
- 1943年（昭和18年）9月1日 - 除籍
- 1963年（昭和38年）6月9日 - 靖国神社で初の慰霊祭を実施[185]。

## 主要目一覧
| 要目       | 新造時 （1920年）                                             | 大改装後 （1936年）                                            |
| ---------- | ------------------------------------------------------------- | -------------------------------------------------------------- |
| 排水量     | 基準：32,720t 常備：33,800t                                   | 基準：39,050t 公試：43,400t                                    |
| 全長       | 215.80m                                                       | 224.94m                                                        |
| 全幅       | 28.96m                                                        | 34.60m                                                         |
| 吃水       | 9.08m                                                         | 9.46m                                                          |
| 主缶       | ロ号艦本式専焼缶15基 同混焼缶6基                              | ロ号艦本式大型4基 同小型6基                                    |
| 主機       | オールギアードタービン4基4軸                                  | ←                                                              |
| 軸馬力     | 80,000shp                                                     | 82,000shp                                                      |
| 速力       | 26.5ノット                                                    | 25.28ノット                                                    |
| 航続距離   | 5,500海里/16ノット                                            | 8,650海里/16ノット                                             |
| 燃料       | 石炭：1,600t 重油：3,400t                                     | 石炭：50t 重油：5,600t                                         |
| 乗員       |                                                               |                                                                |
| 主砲       | 四一式41cm連装砲4基                                           | ←                                                              |
| 副砲       | 四一式14cm単装砲20門                                          | 同18門                                                         |
| 高角砲     | 8cm単装4門                                                    | 12.7cm連装4基                                                  |
| 機銃       | 三年式3挺                                                     | 7.7mm3挺 40mm連装2基 25mm連装10基 （後日40mmに代わって装備）   |
| 魚雷       | 53cm水中発射管4本 同水上4本                                   | なし                                                           |
| その他兵装 |                                                               |                                                                |
| 装甲       | 水線305mm 甲板75+70mm 主砲前盾305mm 主砲天蓋152mm 副砲廓152mm | 水線305mm 甲板75+127mm 主砲前盾457mm 主砲天蓋250mm 副砲廓152mm |
| 搭載機     | なし                                                          | 3機 カタパルト1基                                              |

※ ←は左に同じ（変更無し）。空白は不明。

### 公試成績
| 項目     | 排水量  | 出力      | 速力     | 実施日             | 実施場所 | 備考 |
| -------- | ------- | --------- | -------- | ------------------ | -------- | ---- |
| 竣工時   | 34,116t | 87,494shp | 26.728kt | 1921年（大正10年） |          |      |
| 大改装後 |         | 82,578shp | 25.28kt  | 1936年（昭和11年） |          |      |

## 歴代艦長
※『艦長たちの軍艦史』30-32頁、『日本海軍史』第9巻・第10巻の「将官履歴」に基づく。

### 艤装員長
- 小牧自然 大佐（海兵25期）：1920年（大正9年）5月1日 - 7月9日[218]
- （兼）小牧自然 大佐：1920年（大正9年）7月9日[218] -

### 艦長
- 小牧自然 大佐：1920年（大正9年）7月9日[218] - 1921年11月18日[219]
- 黒瀬清一 大佐（海兵26期）：1921年（大正10年）11月18日[219] - 1922年12月1日
- 寺岡平吾 大佐（海兵27期）：1922年（大正11年）12月1日 - 1923年12月1日
- 原敢二郎 大佐（海兵28期）：1923年（大正12年）12月1日 - 1924年11月10日
- 米内光政 大佐（海兵29期）：1924年（大正13年）11月10日 - 1925年12月1日
- 池田他人 大佐（海兵30期）：1925年（大正14年）12月1日 - 1926年12月1日
- 枝原百合一 大佐（海兵31期）：1926年（大正15年）12月1日 - 1927年12月1日
- 堀悌吉 大佐（海兵32期）：1927年（昭和2年）12月1日 - 1928年12月10日
- 吉田善吾 大佐（海兵32期）：1928年（昭和3年）12月10日 - 1929年11月30日
- 阿武清 大佐（海兵33期）：1929年（昭和4年）11月30日 - 1930年12月1日
- 毛内効 大佐（海兵33期）：1930年（昭和5年）12月1日 - 1931年12月1日
- 菊野茂 大佐（海兵34期）：1931年（昭和6年）12月1日 - 1932年5月10日
- 和田専三 大佐（海兵34期）：1932年（昭和7年）5月10日 - 1932年11月1日
- 安藤隆 大佐（海兵34期）：1932年（昭和7年）11月1日 - 1933年11月15日
- 糟谷宗一 大佐（海兵35期）：1933年（昭和8年）11月15日 - 1934年11月15日
- 細萱戊子郎（海兵36期）：1934年（昭和9年）11月15日 - 1935年11月15日
- （兼）春日篤（海兵37期） 大佐：1935年（昭和10年）11月15日 - 1935年12月2日
- 桑折英三郎 大佐（海兵37期）：1935年（昭和10年）12月2日 - 1936年11月16日
- （兼）後藤英次 大佐（海兵37期）：1936年（昭和11年）11月16日 - 1936年12月1日[220]
- 後藤英次 大佐（海兵37期）：1936年（昭和11年）12月1日 - 1937年12月1日
- 高木武雄 大佐（海兵39期）：1937年（昭和12年）12月1日 - 1938年11月15日
- 五藤存知 大佐（海兵38期）：1938年（昭和13年）11月15日 - 1939年11月1日
- 保科善四郎 大佐（海兵41期）：1939年（昭和14年）11月1日 - 1940年11月1日
- 小林謙五 大佐（海兵42期）：1940年（昭和15年）11月1日 - 1941年8月11日
- 小暮軍治 大佐（海兵41期）：1941年（昭和16年）8月11日 - 1942年6月20日
- 山澄貞次郎 大佐（海兵44期）：1942年（昭和17年）6月20日 - 1943年3月10日
- 三好輝彦 大佐（海兵43期）：1943年（昭和18年）3月10日 - 1943年6月8日殉職

## 同型艦
- 長門

## 関連作品
映画
- 太平洋戦争 謎の戦艦陸奥 （小森白監督、1960年）